# Cyril Metzger
Pour les articles homonymes, voir Metzger.
Cyril Metzger, né le 10 octobre 1994 à Lausanne, est un acteur franco-suisse originaire de la Gruyère.
Il est connu notamment pour sa participation au film L'Événement d'Audrey Diwan et ses rôles principaux dans les séries Hors-Saison et Winter Palace, tous deux de Pierre Monnard.

## Biographie

### Jeunesse et formation
Cyril Metzger naît le 10 octobre 1994 à Lausanne, dans le canton de Vaud. Il a une sœur cadette. Son père, un Alsacien ayant grandi à Nice, est ouvrier dans le bâtiment ; sa mère, Sandrine Perrier, est thérapeute et praticienne chamanique.
Il vit à partir de 2006 à Gumefens, dans le district de la Gruyère, dans le canton de Fribourg, en Suisse, puis à Dirlaret en 2014-2015. Il termine sa scolarité obligatoire à Bulle, à l'École de culture générale, en 2015.
Il se tourne vers le théâtre dès son plus jeune âge pour combattre sa dyslexie. Membre de l'équipe suisse de rugby à l'âge de 18 ans, il reprend le théâtre après une rupture des ligaments croisés,,. En 2014, il intègre la classe préprofessionnelle du Conservatoire de Fribourg. L'année suivante, il est admis à l'École du Nord à Lille.
Sa transition vers le métier d'acteur a été encouragée par Alain Grand, un enseignant qui a joué un rôle crucial dans son orientation professionnelle.
Cyril Metzger cite Gérard Depardieu comme une source d'inspiration pour son jeu d'acteur.

### Carrière
Cyril Metzger participe au Festival In d'Avignon en 2018. Sa carrière cinématographique débute véritablement en 2019, avec un rôle dans Chambre 212 de Christophe Honoré, suivi par des apparitions dans plusieurs productions télévisuelles.
La reconnaissance internationale arrive en 2021 avec sa participation au film L'Événement d'Audrey Diwan, qui remporte le Lion d'or à la Mostra de Venise. La même année, il joue dans Une jeune fille qui va bien, le premier long-métrage de Sandrine Kiberlain.
En 2025, il accède à une plus grande notoriété grâce à ses rôles principaux dans la série Winter Palace, cette dernière étant diffusée à la fois sur la RTS et sur Netflix à l'international. Son interprétation d'André Morel dans Winter Palace lui vaut le prix du meilleur rôle principal aux Swissperform Awards en 2025.

## Théâtre
- 2018 : Le pays lointain, au Festival In d'Avignon
- 2018 : Love me tender, au Théâtre des Bouffes-du-Nord
- 2023 : Kliniken, au Théâtre de l'Odéon à Paris
- 2023 : On ne badine pas avec l'amour d'Alfred de Musset, mise en scène de Jean Liermier au Théâtre de Carouge[6]

## Filmographie

### Cinéma
| Année | Titre                       | Réalisateur              |
| ----- | --------------------------- | ------------------------ |
| 2019  | Chambre 212                 | Christophe Honoré        |
| 2021  | L'Événement                 | Audrey Diwan             |
| 2021  | Une jeune fille qui va bien | Sandrine Kiberlain       |
| 2023  | La Morsure                  | Romain de Saint-Blanquat |
| 2023  | La Voie Royale              | Frederic Mermoud         |
| 2024  | À bras le corps             | Marie-Elsa Sgualdo       |
|       |                             |                          |

### Télévision
| Année     | Titre         | Réalisateur        | Chaîne           | Rôle                         |
| --------- | ------------- | ------------------ | ---------------- | ---------------------------- |
| 2019      | Une vie après | Jean-Marc Brondolo | Arte             |                              |
| 2019      | Romance       | Hervé Hadmar       | France TV        |                              |
| 2023      | Hors saison   | Pierre Monnard     | RTS              | Rôle principal               |
| 2023      | Les Indociles | Delphine Lehericey | RTS, Play Suisse | Siddartha                    |
| 2024-2025 | Winter Palace |                    | RTS et Netflix   | Rôle principal (André Morel) |

## Distinctions
- 2015 : prix de la ville de Fribourg[1]
- 2025 : prix du meilleur rôle principal aux Swissperform Awards pour son rôle d'André Morel dans « Winter Palace »[7]